# Zilvervisje
Het zilvervisje of suikergast (Lepisma saccharina) is een klein, vleugelloos insect, behorend tot de orde van de Zygentoma. De naam verwijst naar de zilverachtige glans van de schubben die het lichaam bedekken en misschien ook naar zijn vermogen watervlug weg te glippen. Zilvervisjes worden tot 2,5 centimeter lang en komen in Nederland en België vooral voor in vochtige hoeken in badkamers of keukenkastjes.
Omdat zilvervisjes zich moeilijk over gladde oppervlakken bewegen, worden ze weleens gevonden in bijvoorbeeld badkuipen en gootstenen waar ze in gegleden zijn.
Het zilvervisje werd in het verleden gerekend tot de franjestaarten; deze naam is echter achterhaald. Verwanten waarmee zilvervisjes kunnen worden verward, zijn het papiervisje dat in drogere omgevingen leeft en vooral papier eet, en het ovenvisje dat bij beduidend hogere temperatuur gedijt en maar zelden meer wordt aangetroffen in woonhuizen.

## Uiterlijk
Zilvervisjes hebben een lang en plat lichaam en worden tot 25 mm lang. De voorzijde is rond en het lijf eindigt in een punt. De kleur van het insect is glanzend grijs (zilver). De eieren zijn ovaal en zijn ongeveer 0,8 millimeter lang. De kop loopt breder uit. In het algemeen ziet het lichaam er enigszins als een wortel uit. De sprieten zijn korter dan het lichaam. Zilvervisjes zijn kwetsbaar, hebben twee veelledige sprieten aan de voorkant van hun lichaam en hebben twee cerci (= aanhangsels) en een caudaal filament aan de achterkant van hun lichaam.

## Levenscyclus en gedrag
Zilvervisjes zijn voornamelijk 's nachts actief en verstoppen zich overdag. Als de plek waar ze zich verbergen zichtbaar wordt, gaan zilvervisjes snel op zoek naar een nieuwe plek om zich te verstoppen. Zilvervisjes leven het liefst in vochtige (75 tot 95 procent luchtvochtigheid) koele plaatsen, zoals de kelder, toilet, badkamer en de keuken. In nieuwbouwwoningen bevinden zich vaak veel zilvervisjes vanwege de nog vochtige muren en het gebruikte hout.
Zilvervisjes komen vaak het huis binnen door mee te liften met voedsel, verhuisdozen, meubilair, oude boeken, papier en oude kleding. Door hun broze exoskelet worden ze snel geplet, wat door de achterblijvende stoffige substantie overlast kan veroorzaken.
Zilvervisjes voeden zich met o.a. zetmeel, zoals in aardappelschillen,  linnen, katoen en ander plantaardig materiaal, maar ook met sommige soorten op vochtige plekken  levende schimmels.  Verder kunnen ze nut voor de mens hebben, doordat zilvervisjes graag huisstofmijten lusten. Ook staan haren, huidschilfers, dode insecten en hun eigen, na het vervellen, afgestroopte huidresten op hun menu. Zilvervisjes kunnen lange tijd, tot wel enkele maanden, zonder voedsel overleven. 
De grootste vijand van het zilvervisje is de gewone oorworm. Ook in huis levende spinnen eten zilvervisjes op.

## Voortplanting
Het mannetje laat een spermatofoor, een spermacapsule, achter. De capsule trekt door middel van biochemische signalen de aandacht van het vrouwelijk zilvervisje, waarna het vrouwtje de capsule opneemt. Duitse entomologen hebben waargenomen dat het mannetje vrouwtjes lokt door een paringsdans uit te voeren. 
Vrouwelijke zilvervissen leggen ongeveer 100 eitjes in hun leven. Eitjes worden in groepen tot maximaal drie eitjes tegelijk gelegd. Deze eitjes komen uit in zes weken. Kleine zilvervisjes zien er hetzelfde uit als volwassenen, alleen zijn ze nog wit van kleur. In vier tot zes weken krijgen ze de volwassen kleur. Zilvervisjes kunnen twee tot acht jaar oud worden. Ze blijven hun hele leven vervellen, wat uitzonderlijk is bij insecten. Zilvervisjes zijn geslachtsrijp na drie tot vierentwintig maanden.

## Preventie algemeen
Goede hygiëne is niet genoeg om van zilvervisjes af te komen. Dit komt doordat zilvervisjes vaak tussen de muren, in isolatiemateriaal, boeken en op andere beschermde plaatsen verblijven. Door de luchtvochtigheid omlaag te brengen, bijvoorbeeld door ventilatie en vochtvreters te gebruiken, wordt een woning minder aantrekkelijk voor deze dieren. Omdat ze zich ophouden op niet al te hygiënische plekken, kunnen zilvervisjes schimmels, bacillen en virussen verspreiden op voedsel en aanraakoppervlakken zoals deurklinken, lichtknoppen, keukenbladen en dergelijke. Hierdoor kunnen mensen en huisdieren ziek worden. Ze vallen dus in dezelfde categorie ongedierte als de kakkerlakken en ratten. Ook is een vluchtend zilvervisje op het oog moeilijk te onderscheiden van een papiervisje, dat boeken, schilderijen en andere papieren aanvreet. Zilvervisjes kunnen wel gelokt worden met een halve aardappel in een open plastic zakje. De beestjes komen dan af op het aardappelzetmeel, dat ze graag als voeding gebruiken.
De belangrijkste reden voor toename van zilvervisjes is het gebruik van laminaat/parket met platte plinten. De platte plinten sluiten namelijk niet goed aan bij de muur en een loslatende plakstrip doet de rest. Zo ontstaat een gunstige verblijfplaats, waar ze zich ook gemakkelijk voortplanten. Er kunnen wel tien zilvervisjes per meter plint aanwezig zijn. Er komt maar een fractie 's nachts tevoorschijn. Alleen volledige afdichting met staande plinten maakt een einde aan de huisvesting.

## Verwante soort
In boeken en papieren aangetroffen 'zilvervisjes' kunnen de verwante soort, het papiervisje, zijn. Ze voeden zich met organisch materiaal, vooral materialen die uit polysachariden bestaan (stijfsel, zetmeel).